# Calophyllum goniocarpum
Calophyllum goniocarpum är en tvåhjärtbladig växtart som beskrevs av P.F Stevens. Calophyllum goniocarpum ingår i släktet Calophyllum och familjen Calophyllaceae. Inga underarter finns listade i Catalogue of Life.